# Аджимушкайські катакомби
Аджимушка́йські катакомби (каменя́рні) (крим. Acı Muşqay lağımlar) — штучні печери в районі селища Аджи-Мушкай (сучасна Керч, АР Крим). Складаються із Малих і Великих або ж Центральних каменярень, що виникли в результаті розробок протягом багатьох століть каменю-черепашника.

## Історія
Під час Німецько-радянської війни в листопаді—грудні 1941 року Малі каменоломні стали місцем базування партизанського загону. Від 15 травня до 31 жовтня 1942 у Великих і Малих каменоломнях тримали оборону проти гітлерівських вояків частини Кримського фронту, які не встигли евакуюватися на Таманський півострів під час проведення Керченсько-Феодосійської десантної операції року — близько 15 тисяч людей. Оборона тривала 170 днів. У жовтні—листопаді 1943 в каменоломнях був розташований партизанський загін під командуванням П. Шерстюка.
У 1982 році було споруджено меморіальний комплекс «Героям Аджимушкая», до складу якого входить підземний Музей оборони (1966) і комплекс пам'яток на поверхні. Автори — скульптори Є. Горбань, Б. Клімушко, архітектори — С. Миргородський, В. Сенцов.

## Галерея

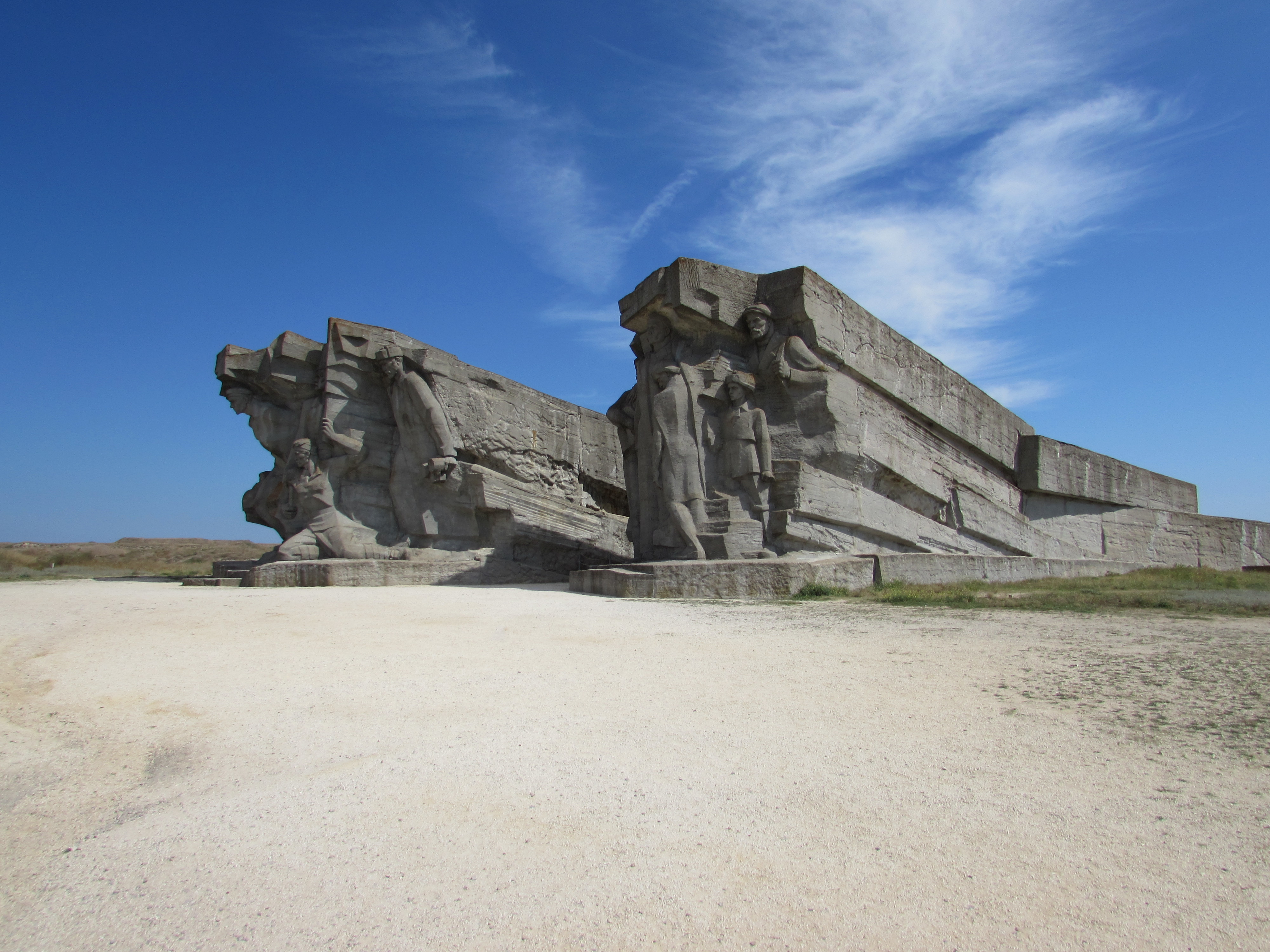
Архітектурна композиція біля входу в музей
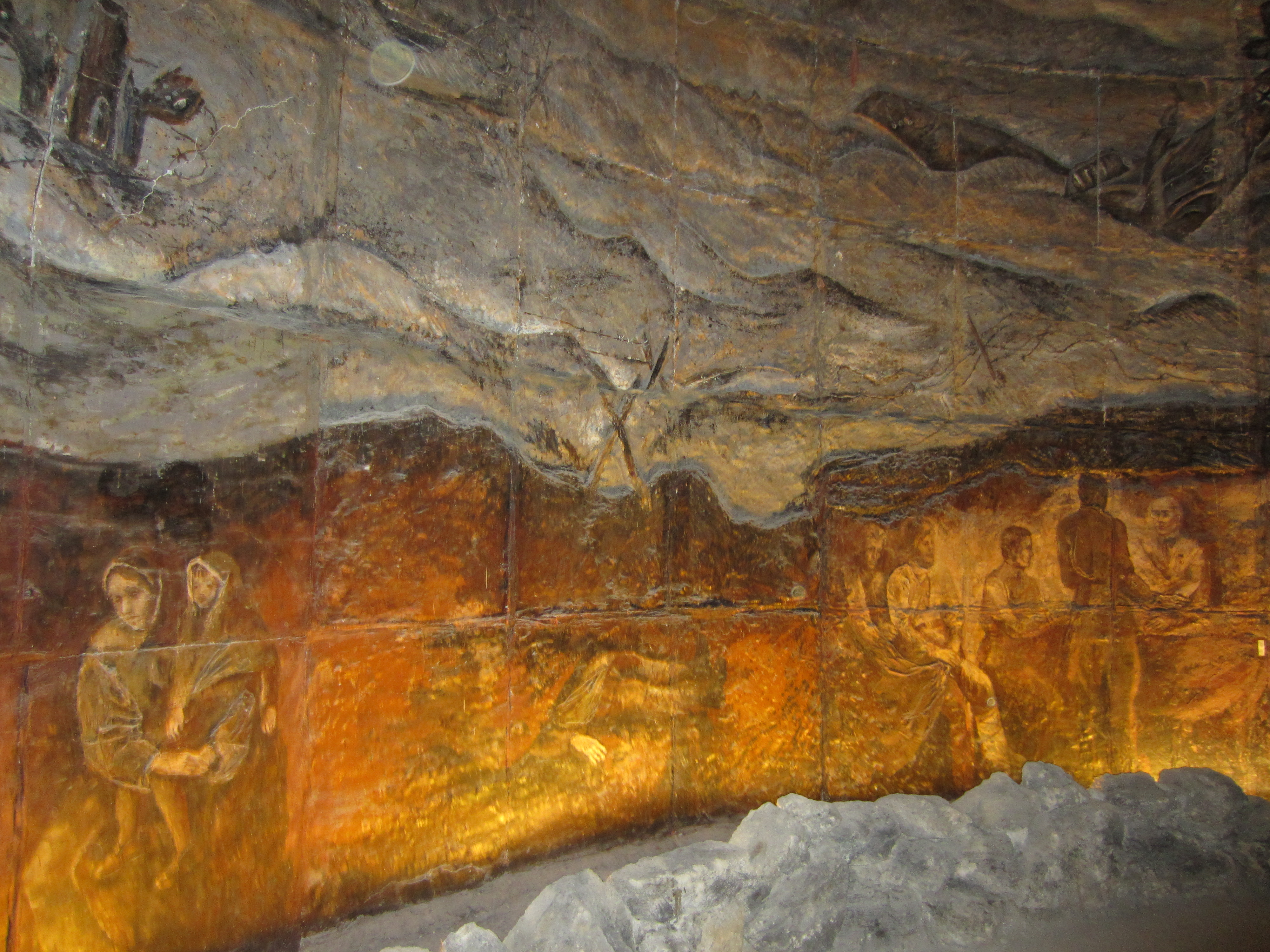
Стіни каменярні
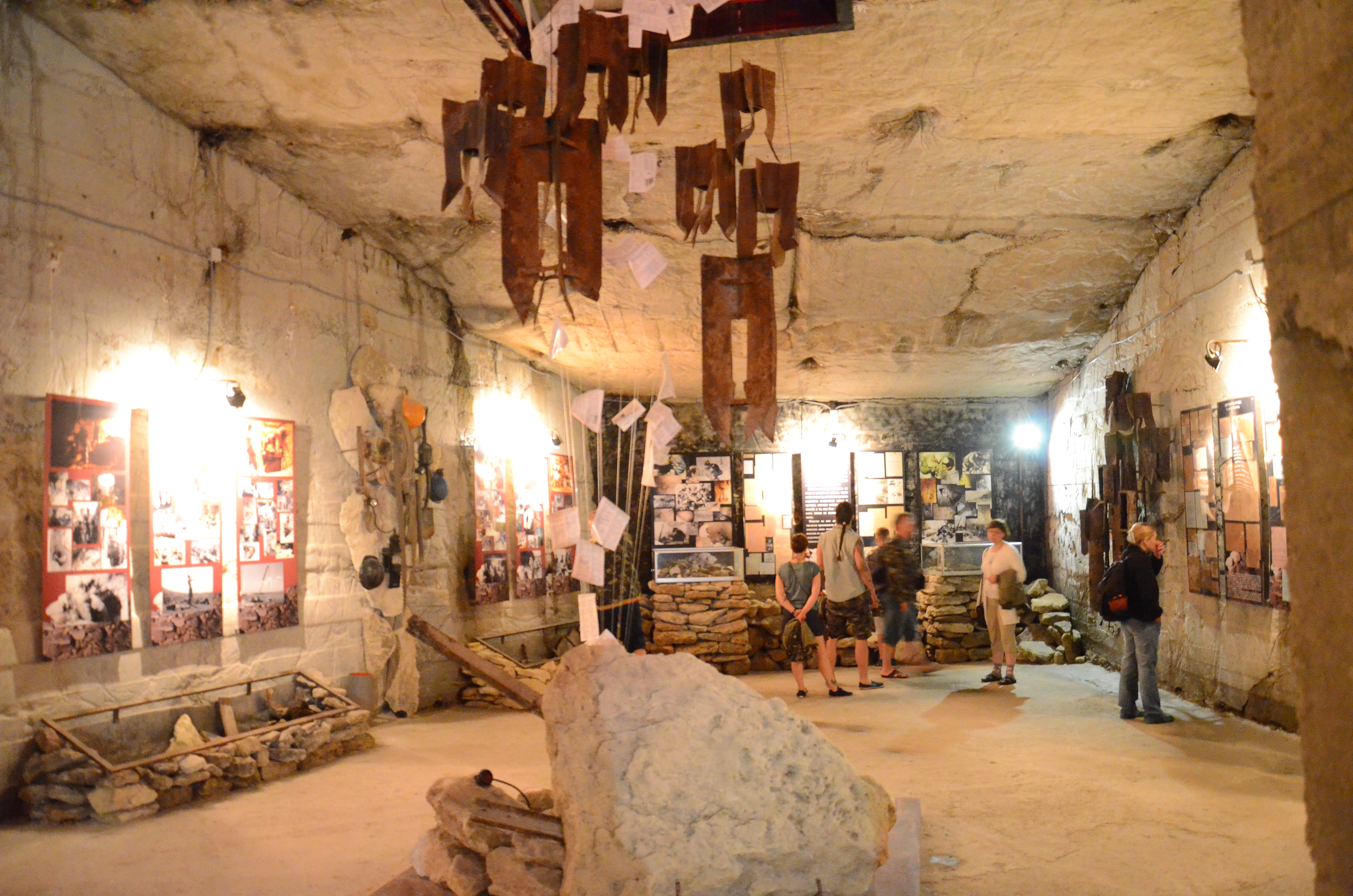
В музеї
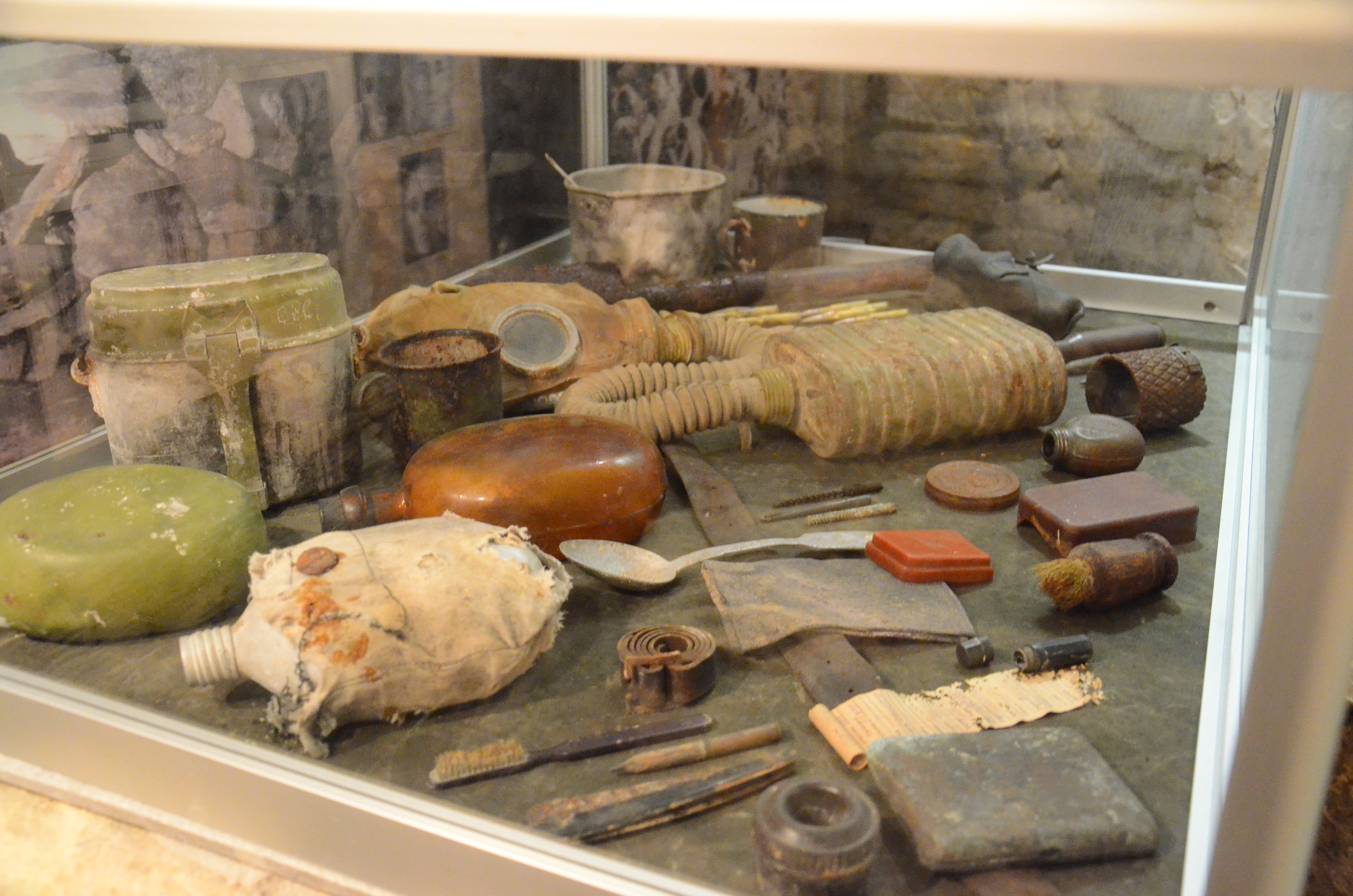
Експонати